# Andrej Šmuc
Andrej Šmuc, slovenski geolog, * 1974.
Deluje kot redni profesor za sedimentologijo, stratigrafijo in regionalno geologijo na Naravoslovnotehniški fakulteti v Ljubljani. Avtor in soavtor znanstvenih in strokovnih člankov ter radijskih oddaj. Mentor pri seminarskih, diplomskih in doktorskih nalogah.

## Najpomembnejša dela
- Andrej Šmuc, "Jurassic and Cretaceous stratigraphy and sedimentary evolution of the Julian Alps, NW Slovenia, Znanstvena monografija, Založba ZRC SAZU 98 str.
- Špela Goričan, Andrej Šmuc, Peter Baumgartner, "Toarcian Radiolaria from Mt. Magart (Slovenian-Italian border) and their palageographic implication", Marine micropaleontology 49(3): 275–301, 2003.
- Andrej Šmuc, Špela Goričan, "Jurassic sedimentary evolution of carbonate platform into a deep-water basin, Mt. magart (Slovenian-Italian Border)", Rivista Italiana di paleontologia e stratigrafia 111(1): 45–70, 2005.